# Alexis Nakota
La Nació Alexis Nakota Sioux núm. 437 és una Primera Nació nakoda amb reserves vora Edmonton, Hinton, i Whitecourt, a la província canadenca d'Alberta, a uns 85 km a l'oest d'Edmonton. La Nació Alexis Nakota Sioux és membre del Tractat 6. Les seves terres tenen una superfície de 144,8 km², habitades per 957 membres de la tribu.

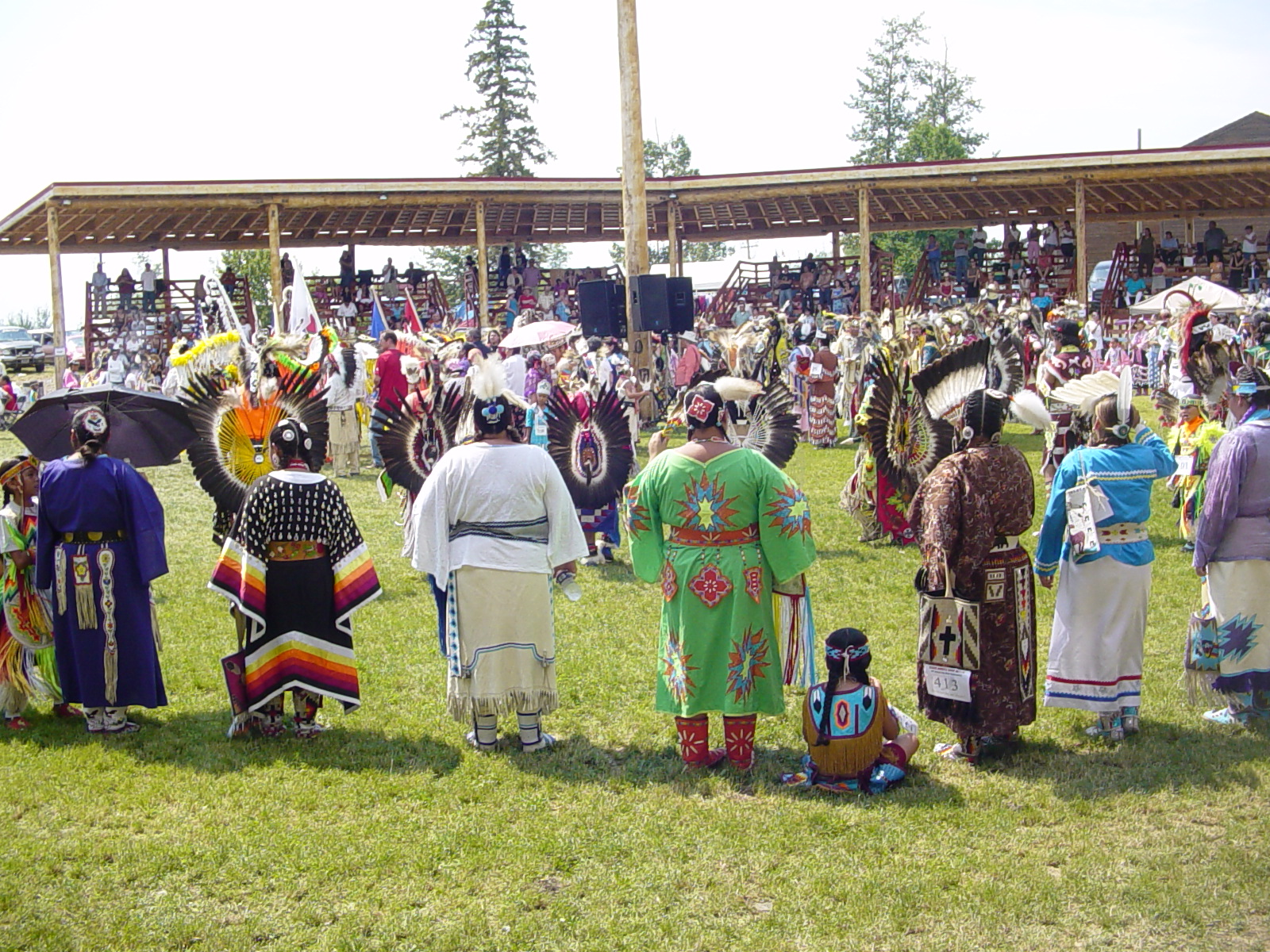
A la pèrgola durant la gran entrada, powwow d'Alexis 2007.

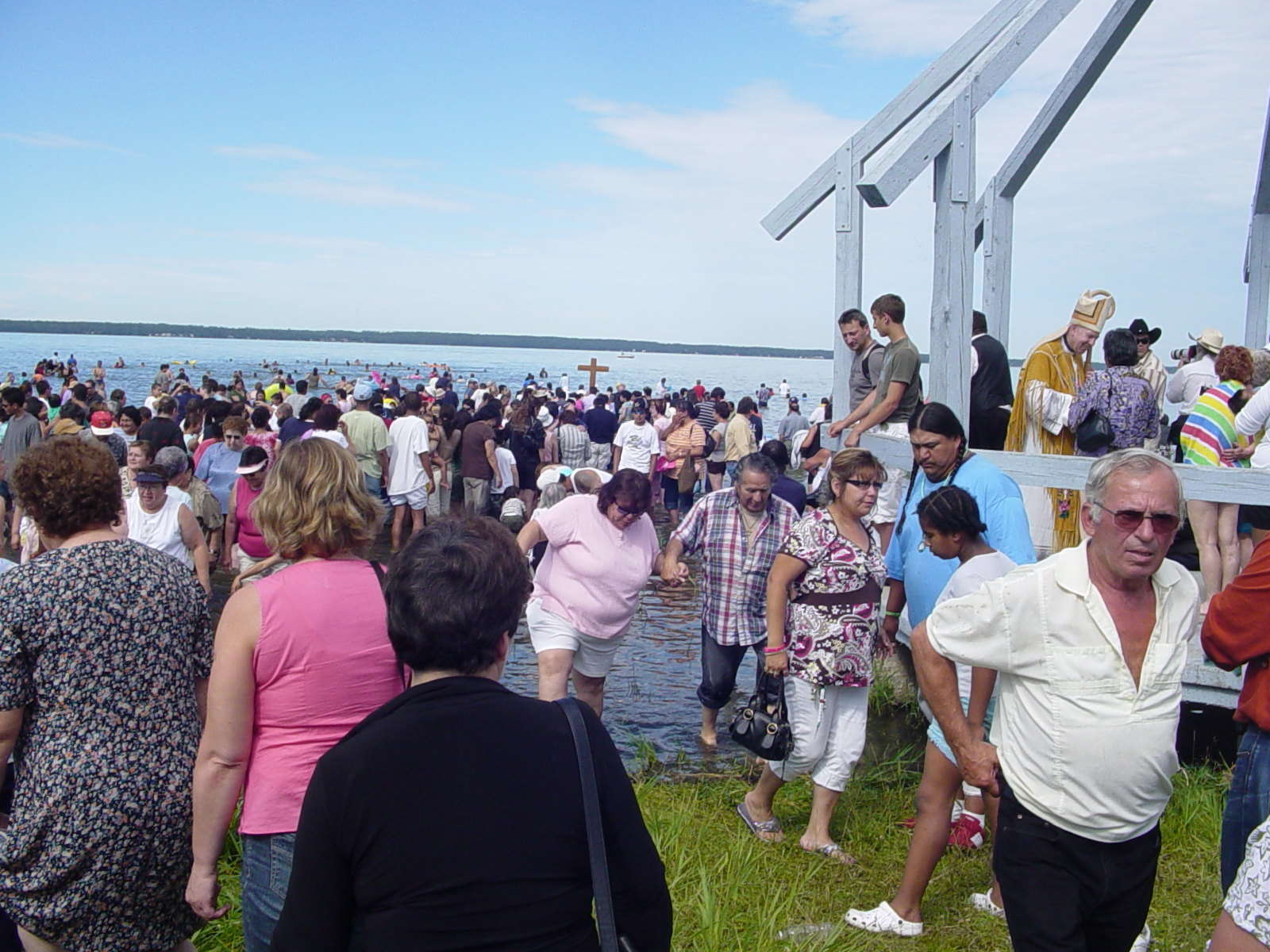
Entrada dels pelegrins a les aigües del llac Ste. Anne durant la benedicció del llac.

## Reserves
| Reserva                                 | Reserva                                 | Localització           | Àrea (hectàrees) |
| Reserva índia Alexis 133                | Reserva índia Alexis 133                | 70 km NO d'Edmonton    | 6.175,2          |
| Reserva índia Alexis Cardinal River 234 | Reserva índia Alexis Cardinal River 234 | 73 km NE de Hinton     | 4.661            |
| Reserva índia Alexis Elk River 233      | Reserva índia Alexis Elk River 233      | 87 km SE de Hinton     | 98               |
| Reserva índia Alexis Whitecourt 232     | Reserva índia Alexis Whitecourt 232     | 13 km NO de Whitecourt | 3.544,9          |

## Demografia
El març de 2012 la població registrada total de la Nació Alexis Nakota Sioux era de 1779 persones. Hi havia 508 homes registrats, i 459 dones vivint a la reserva.
Els membres de la Primera Nació Alexis són del grup ètnic "stoney" o "nakoda". Els stoney sovint són considerats com una part dels assiniboines. Ambdós termes "stoney" i "assiniboine" provenen de les descripcions que van fer els forasters de com aquests pobles cuinaven utilitzant pedres bullides (assiniboine prové de l'idioma ojibwa asinii que vol dir "pedra" i bwaan que vol dir "cuinar"). Ambdós stoney i assiniboines són emparentats amb els pobles sioux. Llur idioma tradicional és el nakoda/stoney, o isga iʼabi.

## Govern
La Nació Alexis Nakota Sioux té un sistema electoral personalitzat basat en l'article 10 de la Llei Índia. L'actual consell i el cap, Tony Alexis, foren elegits el 17 de juny de 2006, i mantingueren llurs posicions fins al 16 de juny de 2010.

## Esdeveniments

### Pow-wow
Les celebracions anuals del Pow-wow d'Alexis i el Torneig Fastpitch Tournament tenen lloc el juliol de cada any. El torneig Fastpitch entrega premis de fins a $14,000 depenent del nombre d'equips participants. El Pow-wow es divideix en diverses categories, com ara concurs de tambor i concursos de dansa basats en edats i estils. Hi participen competidors de moltes Primeres Nacions diferents.

### Pelegrinatge del llac Ste. Anne
El principal centre es troba als marges del Lac Ste. Anne, que els Nakota Sioux anomenen Wakâmne, o llac de Déu. Cada estiu hi ha una peregrinació al llac a la qual hi assisteixen fins a 40.000 persones durant més de quatre dies, la majoria descendents de les Primeres Nacions i mestissos.